# Planiemen rotundus
Planiemen rotundus là một loài nhện trong họ Salticidae.
Loài này thuộc chi Planiemen. Planiemen rotundus được Wanda Wesołowska & Antonius van Harten miêu tả năm 1994.